# Nephthea erecta
Nephthea erecta is een zachte koraalsoort uit de familie Nephtheidae. De koraalsoort komt uit het geslacht Nephthea. Nephthea erecta werd in 1903 voor het eerst wetenschappelijk beschreven door Kükenthal. 